# Carlo Farina
Carlo Farina (ur. około 1600 w Mantui, zm. około 1640 przypuszczalnie w Massie) – włoski kompozytor i skrzypek. 

## Życiorys
Początkowo działał na dworze w Mantui, zdobywając sławę jako skrzypek-wirtuoz. Od 1625 do 1632 roku przebywał na dworze elektorskim w Dreźnie, będąc koncertmistrzem kapeli prowadzonej przez Heinricha Schütza. Po 1632 roku przebywał w Parmie i Mühlhausen, między 1636 a 1637 rokiem był natomiast członkiem kapeli miejskiej w Gdańsku. 
Był jednym z pierwszych wirtuozów skrzypiec i kompozytorów piszących utwory przeznaczone na ten instrument. Stosował techniki takie jak flażolet, staccato, pizzicato i col legno, które w praktyce wykonawczej upowszechniły się dopiero stulecie później. Komponował sinfonie, canzony, sonaty, tańce. Swoją działalnością wywarł wpływ na ukształtowanie się formy sonaty na obszarze niemieckojęzycznym. 